# Vehículo de transporte ligero
Un vehículo de transporte ligero o vehículo de reparto es un vehículo de carga utilizado para repartir mercancías de poco volumen y peso en distancias cortas, al contrario que un tráiler o tren de mercancías, por ejemplo.
Hay bastante variedad, pero suelen ser un tamaño relativamente pequeño. Desde motocicletas y autorickshaws de carga, pasando por furgonetas y pickups hasta camiones pequeños.
- Datos: Q6160011